# Vilniansk
Vilniansk (tiếng Ukraina: Вільнянськ) là một thành phố của Ukraina. Thành phố này thuộc tỉnh Zaporizhia. Thành phố này có diện tích ? km2, dân số theo điều tra dân số năm 2001 là 16522 người.